# Mesodina
Mesodina là một chi bướm ngày thuộc họ Bướm nâu.

## Các loài
- Mesodina aeluropis Meyrick, 1901
- Mesodina hayi E.D. Edwards & Graham, 1995
- Mesodina halyzia Hewitson, 1868
- Mesodina cyanophracta Lower, 1911
- Mesodina gracillima E.D. Edwards, 1987